# Xocotitla, Hidalgo
Xocotitla är en ort i Mexiko.   Den ligger i kommunen Huejutla de Reyes och delstaten Hidalgo, i den sydöstra delen av landet, 200 km norr om huvudstaden Mexico City. Xocotitla ligger 280 meter över havet och antalet invånare är 863.
Terrängen runt Xocotitla är huvudsakligen kuperad, men åt nordväst är den platt. Runt Xocotitla är det ganska tätbefolkat, med 248 invånare per kvadratkilometer. Närmaste större samhälle är Huejutla de Reyes, 7,3 km öster om Xocotitla. I omgivningarna runt Xocotitla växer i huvudsak städsegrön lövskog.